# Аријана Вандерпул Волас
Аријана Вандерпул Волас (енгл. Arianna Vanderpool-Wallace; Насау, 4. март 1990) бахамска је пливачица чија специјалност је пливање слободним стилом на 50 и 100 метара. Вишеструка је национална првакиња и власница неколико националних рекорда и представница Бахамских острва на међународним такмичењима.
Своју земљу представљала је на три узастопне Олимпијске игре, а на Летњим олимпијским играма 2012. у Лондону успела је да се пласира у финале трке на 50 метара слободним стилом где је заузела 8. место и тако постала прва бахамска пливачица у историји која је остварила пласман у финале неке од пливачких дисциплина на Олимпијским играма. Највећи успех у каријери остварила је на Панамеричким играма 2015. у Торонту где је освојила злато у трци на 50 слободно, те бронзу на дупло дужој деоници.